# Republicano solo de nombre

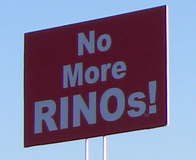
"¡No más RINOs!" Señal en una protesta del movimiento Tea Party en Minnesota en 2010.

Republican In Name Only (RINO), en español, Republicano solo de nombre, es un término político peyorativo utilizado en los Estados Unidos por miembros conservadores del Partido Republicano para describir a copartidarios suyos cuyas visiones políticas o acciones son consideradas como insuficientemente conservadoras. Se utiliza generalmente para atacar a republicanos centristas que son criticados por cooperar con demócratas. El acrónimo emergió en los años 90, aunque se registran usos anteriores.